# Ivana Vidović Bolt
Ivana Vidović Bolt (ur. 20 lutego 1973 w Splicie) – chorwacka tłumaczka i polonistka, wykładowczyni języka polskiego na Uniwersytecie w Zagrzebiu.

## Życiorys
W 1997 ukończyła studia w zakresie języka i literatury włoskiej i polskiej na Wydziale Filologicznym Uniwersytetu w Zagrzebiu. W 2000 obroniła pracę magisterską pt. Funkcionalne značajke glagola kretanja u poljskom i hrvatskom jeziku,, a w 2004 rozprawę doktorską pt. Frazemi są zoonimskom sastavnicom u poljskom i hrvatskom jeziku.
Od 1997 jest zatrudniona na Wydziale Filologicznym Uniwersytetu Zagrzebskiego, najpierw jako ‘nowicjusz naukowy’ przy projektach prof. Dubravki Sesar: Istraživanje zapadnoslavenskih jezika (1997–2002), Zapadnoslavenski jezici u usporedbi s hrvatskim (2002–2005) i Slavenski jezici u usporedbi s hrvatskim (2007–2013).
Od 2010 była profesorką nadzwyczajną w Katedrze Języka i Literatury Polskiej, a w 2015 została profesorką zwyczajną.
Oprócz badań językoznawczych zajmuje się przekładem. Przetłumaczyła na język chorwacki pięć książek oraz ponad 40 artykułów naukowych. Razem z Dariuszem Nowackim przygotowała antologię polskich opowiadań Orkestru iza leđa.

## Dydaktyka
W roku akademickim 1999/2000 pracowała na Uniwersytecie Warszawskim jako lektorka języka chorwackiego. Wygłaszała wykłady za granicą oraz prezentacje na konferencjach we Wrocławiu (2006), Zagrzebiu (2012).

## Członkostwo
W latach 2011–2014 była przewodniczącą Chorwackiego Towarzystwa Filologicznego.
Jest członkinią Chorwackiego Towarzystwa Lingwistyki Stosowanej, Chorwackiego Towarzystwa Filologicznego, Polskiego Towarzystwa Kulturalnego „M. Kopernik”.

## Wybrane publikacje
Publikacje książkowe, w tym redakcje i podręczniki:
- I. Vidović Bolt: Fleksija.pl Promjenjive vrste riječi u poljskom jeziku (Fleksija.pl). Zagreb: FF-press, 2011. ISBN 978-953-175-341-8.
- I. Vidović Bolt, B. Barčot, Ž. Fink-Arsovski, B. Kovačević, N. Pintarić, A. Vasung: Rječnik hrvatskih animalističkih frazema. Zagreb: Školska knjiga, 2017. ISBN 978-953-0-40044-3.
- I. Vidović Bolt, D. Nowacki: Orkestru iza leđa. Antologija poljske kratke price. Zagreb: Naklada MD, 2001. ISBN 953-217-003-0.
- I. Vidović Bolt: Polsko-chorwackie rozmówki (ze slownikiem). Zagreb: Školska knjiga, 2003. ISBN 953-0-40022-5.
- Komparativnoslavističke lingvokulturalne teme. Red. N. Pintarić, I. Čagalj, I. Vidović Bolt. Zagreb: Srednja Europa, 2019. ISBN 978-953-8281-04-4.

Artykuły i rozdziały w publikacjach:
- I. Vidović Bolt: Hrvatski i poljski povijesno i prostorno obilježeni frazemi kojima se izriče vrijeme. W: Prostor in čas v frazeologiji. Red. E. Kržišnik, N. Jakop, M. Jemec Tomazin. Ljubljana: Univerza v Ljubljani, 2016, s. 413–422. ISBN 978-961-237-813-4.
- I. Vidović Bolt, M. Batinić: Frazemi s etnonimskom komponentom – Odraz stereotipa o etničkim skupinama. W: Slavofraz 2017. Iminjata i frazeologijata. Imena i frazeologija. Red. K. Veljanovska, B. Mirčevska-Boševa. Skoplje: Filološki fakultet, 2018, s. 479–488. ISBN 978-608-234-055-5.
- I. Vidović Bolt: Labor omnia vincit. O radu i radinosti u zoonimnoj frazeologiji. W: Od dvojbe do razdvojbe. Zbornik radova u čast profesorici Branki Tafri. Red. P. Košutar, M. Kovačić. Zagreb: Ibis grafika, 2018, s. 239–251. ISBN 978-953-7997-33-5.
- I. Vidović Bolt, M. Hrdlička: Zašto poljski i hrvatski „glagolski pridjevi radni” nisu ekvivalentni?W: Komparativnoslavističke lingvokulturalne teme. Red. N. Pintarić, I. Čagalj, I. Vidović Bolt. Zagreb: Srednja Europa, 2019, s. 121–129. ISBN 978-953-8281-04-4.
- I. Vidović Bolt, N. Pintarić: Ihtionimi u Rječniku hrvatskich animalističkih frazema – frazeomodeli i poljski ekvivalenti. W: Słowiańskie przyjemności 3: Wielojęzyczność. Red. E. Solak, B. Popiołek, B. Todorović. Kraków: Wydawnictwo Scriptum, 2020, s. 111–123. ISBN 978-83-66084-00-1.